# Skyddsängel

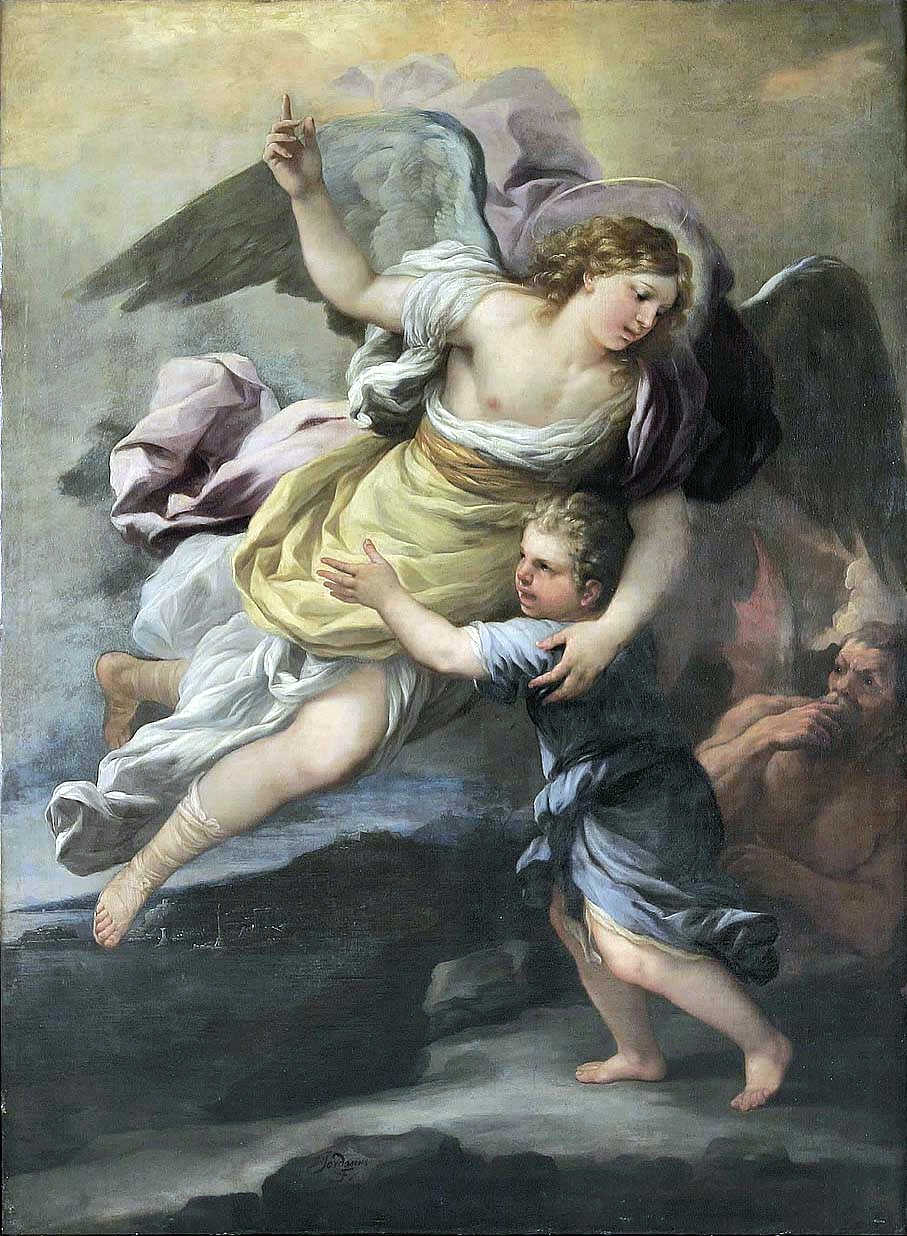
En okänd konstnärs uppfattning om en skyddsängel.

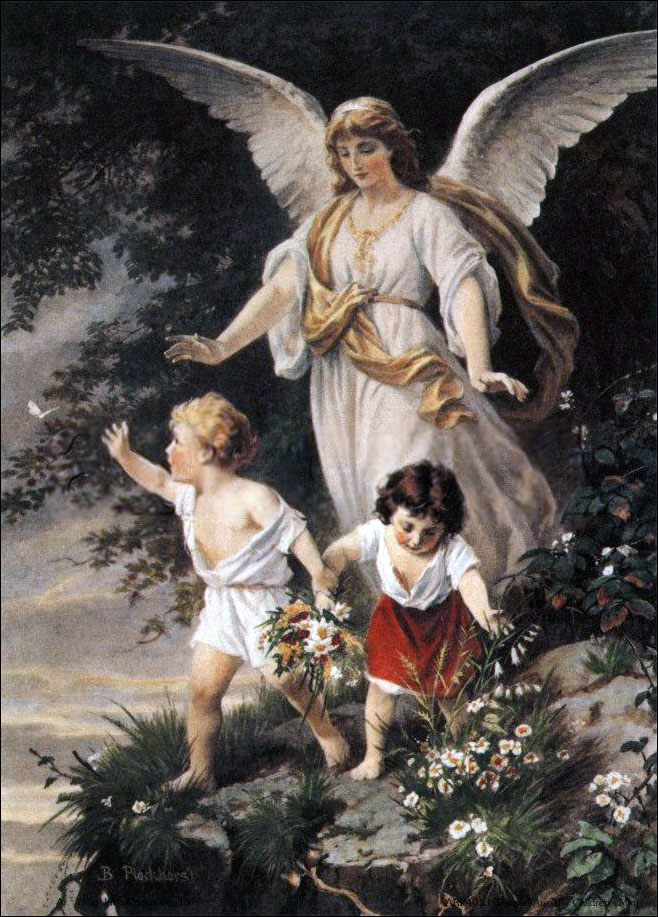
Bernhard Plockhorsts uppfattning om en skyddsängel.

En skyddsängel är enligt zoroastrisk, kristen, muslimskt och klassisk grekisk tradition, en ängel som beskyddar och bistår människor.  (Jämför också: Änglavakt.)

## Kulturverk och mytologi
Det är inte ovanligt med till exempel kulturpersoner som författare, regissörer, bildkonstnärer osv, som säger att de väldigt starkt tror på att deras skyddsängel är en av de personer som vederbörande känt och arbetat ihop med. Det finns också de som säger sig ha liknande upplevelser med fiktiva personligheter de haft att göra med. Det sägs kännas lika verkligt som om ängeln hade varit en verklig person när han/hon levde. Skyddsänglar eller liknande förekommer också i böcker, filmer med mera, såsom Livet är underbart (1946), Ghost (1990) eller Änglavakt (2010). 
Inom nordisk mytologi förekommer liknande företeelser och beskyddande följeslagare, såsom Hamingja, Diser, Fylgjor och hamn. Inom schamanism förekommer liknande begrepp som kraftdjur eller totem, som beskyddare främst i förandligad djurform.

## Religion

Farvahar (eller Foruhar), är en av de främsta symbolerna för zoroastrismen och anses föreställa en fravashi (skyddsande).

Inom zoroastrismen kallas skyddsänglarna för fravashi (eller farvahar) och inom aztekisk religion Nagual. Tron på änglar för kristendomens del, blev utbredd under 500-talet med angelologin som utgick från Dionysios Areopagitas verk. Sedan dess har uppfattningen om änglar förändrats i både Östortodoxa och den Katolska kyrkan, men det är en allmän uppfattning i dessa samfund att sådana skyddsänglar hjälper den människa som Gud har anvisat dem, och för fram hennes böner till Gud. I Romersk-katolska kyrkans helgonkalender, är skyddsänglarnas åminnelsedag den 2 oktober.

## Teologi
Det finns vitt skilda uppfattningar om skyddsänglarna hos angelologer. Ambrosius av Milano, till exempel, ansåg att helgon inte har skyddsänglar eftersom de därmed får utstå större prövningar. Hieronymos ansåg att skyddsänglarna försvinner om människan syndar. Den förste som mer systematiskt behandlade skyddsänglarna, var Honorius Augustodunensis i dennes encyklopedi Imago mundi från 1100-talet. Hans syn var att skyddsänglarna tillhör den lägsta kretsen änglar, vilket Thomas av Aquino instämde i, medan Duns Scotus invände att alla änglar kan anta funktionen som skyddsängel. Skyddsänglar finns omnämnda hos Platon i Faidon. 

## Bibeln
Även om ordet skyddsängel inte finns i bibeln så finns tanken att änglar har en beskyddande funktion tydligt närvarande både i Gamla och Nya testamentet. Endast i Henoks bok beskrivs änglar med en specifik funktion av vakande och beskydd. I Psaltaren 91:11 sägs att Herren ska "ge sina änglar befallning om att bevara dig på alla dina vägar. De skall bära dig på händerna, så att du inte stöter din fort mot någon sten." Tanken att vissa änglar skulle ha tilldelats ett ansvar för enskilda människor kan skönjas i Matteusevangeliet (18:10), Hebreerbrevet (1:14), och Apostlagärningarna ( 12:12-15). I Hebreerbrevet (1:14) sägs änglar vara sända av Gud för att betjäna de som ska ärva frälsningen. Änglarna agerar på Guds befallning, inte autonomt eller enligt människors önskningar.

## Nyandlighet
Inom nyandlighet förekommer skyddsänglar – även benämnda skyddsandar, hjälpare eller guider – ofta som antingen en del av individens egen själ på ett högre plan eller som en annan hjälpare, som ofta varit individen närstående i tidigare liv eller helt enkelt som en vanlig ängel, som genom böneönskan kommer individen till undsättning och beskydd genom ett gudomligt kosmiskt helhetssystem. En individ kan också ha mer än en skyddsängel vid behov och vissa individer sägs i vissa liv (enligt reinkarnationsläran) på grund av negativa karmiska livsmönster i tidigare liv berövas tillgången till en automatiskt närvarande skyddsängel, vilket kan skapa svårigheter i livet (jämför med Hieronymos synsätt ovan). Dock ska alla ha tillgång till änglars hjälp och vägledning, om individen ödmjukt ber om hjälp från ovan, vilket sägs vara grundläggande för sådant ingripande från änglavärlden. 
Många böcker och annat har skrivits om skyddsänglar och vissa personer använder dessas bistånd vid healing och meditation. Det amerikanska mediet Sylvia Browne sade sig ha kontakt med sin personliga skyddsande och genom henne få förmedlat en mängd information om den andliga världen till sina många böcker. Den norska prinsessan Märtha Louise driver tillsammans med kollegan Elisabeth Nordeng den andliga "änglaskolan" Astarte Inspiration och har skrivit böcker som Möt din skyddsängel (2009) och Änglarnas hemligheter – änglars natur, språk och hur du öppnar dig för dem (2013).

## Övrigt
Skyddsängeln som symbol för hjälp och beskydd används i samhället även i andra sammanhang, till exempel av hjälporganisationer som Läkarmissionen och Cancerfonden.